# Dwaine Pretorius
Dwaine Pretorius (* 29. März 1989 in Randfontein, Südafrika) ist ein südafrikanischer Cricketspieler, der seit 2016 für die südafrikanische Nationalmannschaft spielt.

## Aktive Karriere
Auch wenn er schon seit der Saison 2011/12 für die Highveld Lions spielte, erhielt er seinen ersten vollen Vertrag erst in der Saison 2014/15. In der Saison 2015/16 konnte er sich im nationalen Twenty20 als Power-Hitter etablieren, konnte abr auch im First-Class-Cricket mit seinen Schlagleistungen überzeugen. Somit wurde er auch für die Selektoren interessant. Sein Debüt in der Nationalmannschaft gab Pretorius im September 2016 in der ODI-Serie gegen Irland. Im Februar 2017 erzielte er erst bei der Tour gegen Sri Lanka (3/19) und dann bei der Tour in Neuseeland (3/5) jeweils drei Wickets. Auch erzielte er in Neuseeland sein erstes Half-Century (50 Runs). Im Juni absolvierte er in England sein Twenty20-Debüt.
Nachdem er dann ein Jahr nicht mehr für die Nationalmannschaft berufen worden war, kam er zu Beginn der Saison 2018/19 wieder zurück. Bei seiner Rückkehr erzielte er in Australien 3 Wickets für 32 Runs in den ODIs. Im März 2019 konnte er dann auch im Twenty20 gegen Sri Lanka ein Fifty (77* Runs) erzielen und wurde dafür als Spieler des Spiels ausgezeichnet. Im Sommer war er Teil des südafrikanischen Teams beim Cricket World Cup 2019. Hier konnte er unter anderem gegen Sri Lanka 3 Wickets für 25 Runs erreichen. Sein Test-Debüt gab er dann zum Jahreswechsel gegen England. Ende 2020 erlitt er eine Oberschenkelverletzung und fiel so zunächst aus. Im Februar 2021 erreichte er im zweiten ODI in Pakistan 5 Wickets für 17 Runs, wofür er als Spieler des Spiels ausgezeichnet wurde. Jedoch zog er sich kurz darauf eine Rippenverletzung zu und fiel abermals aus.
Zurück im Team erhielt er einen Platz beim ICC Men’s T20 World Cup 2021. Gegen die West Indies und Sri Lanka erzielte er dabei jeweils 3 Wickets für 17 Runs. Im Sommer 2022 konnte er in der ODI-Serie in England 4 Wickets für 36 Runs erreichen. In der Twenty20-Serie gegen Irland konnte er dann noch einmal 3 Wickets für 33 Runs hinzufügen. Bei der Tour in Indien im Oktober 2022 konnte er in den Twenty20s zunächst 3 Wickets für 26 Runs erzielen, zog sich bei dem Spiel jedoch eine Daumenfraktur zu, die ihn zu einer verlängerten Verletzungspause zwang. Unter anderem verpasste er damit den ICC Men’s T20 World Cup 2022 in Australien.